# مانيش
نونو ريكاردو دا أوليفيرا ريبيرو (بالبرتغالية: Maniche‏) أو مانيش، من مواليد 11 نوفمبر 1977 في لشبونة في البرتغال، لاعب كرة قدم برتغالي سابق.
بدأ مسيرته الكروية مع نادي بنفيكا في موسم 1995/1996، وفي عام 1996 انتقل إلى نادي ألفيركا بعد فشله مع بنفيكا، ولعب معهم حتى عام 1999، وشارك معهم في 78 مباراة وسجل 10 أهداف، وفي عام 1999 عاد إلى نادي بنفيكا، ولعب معهم حتى عام 2002، وشارك معهم في 54 مباراة وسجل 11 هدف، وفي عام 2002 لعب مع نادي بورتو، ولعب معهم حتى عام 2005، وشارك معهم في 80 مباراة وسجل 15 هدف، وفي موسم 2005/2006 انتقل إلى نادي دينامو موسكو الروسي، ولعب معهم 13 مباراة وسجل هدفين، وفي عام 2006 أعير إلى نادي تشيلسي الإنجليزي، ولعب معهم 8 مباريات، ومنذ عام 2006 وهو يلعب مع نادي أتلتيكو مدريد الإسباني.ثم ذهب للإنتر الإيطالي.
و قد بدأ باللعب مع منتخب البرتغال لكرة القدم في عام 2003وكان لاعب المناسبات الحرجة في يورو2004

## مسيرته الكروية
لعب مانيش خلال مسيرته الاحترافية مع 10 أندية في ثمانية عشر موسمًا وسجل خلالها 49 هدفًا ضمن 348 مباراة. حيث فاز في موسمين بالكأس وفي أربعة مواسم بالدوري.
خاض مانيش مسيرته مع نادي بنفيكا في موسم 1995–96 في المرة الأولى لمدة موسم واحد ثم في موسم 1999–00 ولمدة موسمين، مشاركًا طوالها في 54 مباراة سجل خلالها 11 هدفًا. ثم انتقل إلى نادي ألفيركا في موسم 1996–97 واستمر معه طيلة ثلاثة مواسم، حيث شارك في 78 مباراة سجل خلالها 10 أهداف. لينتقل بعدها إلى S.L. Benfica B ‏ في موسم 2001–02 لمدة موسم واحد، مشاركًا في مباراة ولم يسجل أي هدف. ثم انتقل إلى نادي بورتو في موسم 2002–03 واستمر معه طيلة ثلاثة مواسم، مشاركًا في 80 مباراة سجل خلالها 15 هدفًا. هذا وانتقل لاحقًا إلى نادي دينامو موسكو ما بين عامي 2005 و2006 لمدة موسم واحد، مشاركًا في 12 مباراة سجل خلالها هدفين. ثم انتقل بعدها إلى نادي تشيلسي في موسم 2005–06 لمدة موسم واحد، مشاركًا في 8 مباريات ولم يسجل أي هدف. ليعود وينتقل من جديد، لكن هذه المرة إلى نادي أتلتيكو مدريد في موسم 2006–07 في المرة الأولى ولمدة موسمين ثم في موسم 2008–09 لمدة موسم واحد، مشاركًا طوالها في 64 مباراة سجل خلالها 7 أهداف. لينتقل بعدها إلى نادي إنتر ميلان في موسم 2007–08 لمدة موسم واحد، مشاركًا في 8 مباريات سجل خلالها هدفًا واحدًا. ثم لعب في نادي كولن في موسم 2009–10 لمدة موسم واحد، مشاركًا في 26 مباراة سجل خلالها هدفين. ليعود ويرتحل عنه إلى نادي سبورتينغ لشبونة في موسم 2010–11 لمدة موسم واحد، مشاركًا في 17 مباراة سجل خلالها هدفًا واحدًا.

## روابط خارجية
- مانيش على موقع الاتحاد الدولي (مؤرشف)  (الإنجليزية)
- مانيش على موقع الاتحاد الأوربي (الإنجليزية)
- مانيش على موقع قاعدة بيانات كرة القدم.إي يو (الإنجليزية)
- مانيش على موقع ناشيونال فوتبول تيمز (الإنجليزية)
- مانيش على موقع Soccerbase.com (لاعب) (الإنجليزية)
- مانيش على موقع Soccerway.com (الإنجليزية)
- مانيش على موقع عالم كرة القدم.نت (الإنجليزية)
- مانيش على موقع كووورة